# Marko Grčić
Marko Grčić (Sinj, 17. rujna 1938.) hrvatski je novinar, prevoditelj, pjesnik, esejist i publicist.
Nakon gimnazije u Sinju u Zagrebu je studirao jugoslavistiku i engleski jezik na Filozofskom fakultetu. Od 1959. honorarno lektorira Vjesnik u srijedu, a od 1964. za stalno radi kao redaktor te od 1967. do 1976. kao urednik deska. Potom u Startu do 1986. radi kao urednik deska, a zatim i pomoćnik glavnog urednika, sve dok 1990. nije postao urednikom tjednika Globus, u kojemu je ostao do umirovljenja 2004. Izbor kolumnā Riječi, riječi, riječi iz Globusa 2008. objavljuje u istoimenoj knjizi, za koju dobiva nagradu Kiklop. Nagradu Zvane Črnja za najbolju esejističku knjigu dobio je za Slijepog Argusa 2013.
Pisao je pjesme, eseje i prijevode u književnim časopisima. Godine 1968. surađuje u modernom prijevodu Biblije. U suvremeni hrvatski jezik prenio je Marulićevu Juditu, Zoranićeve Planine, Hektorovićevo Ribanje i ribarsko prigovaranje, Lucićevu Robinju. Prevodio je, među ostalima, Eliota, Džubrana, Blakea, Pounda, Borgesa i Tagorea.

## Djela

### Poezija
- Nebeska vučica (pjesme, 1969.)
- Behemot (pjesme, 1977.)
- Nebeska vučica: izabrane pjesme (2001.)

### Knjige eseja
- Provincia deserta (1970.)
- Riječi, riječi, riječi (2008.), nagrađena Nagradom Kiklop
- Spomenar (2010.)
- Tri hrvatske nostalgije (2014.)
- Slijepi Argus (2013.), nagrađena Nagradom Zvane Črnja
- Muzej na Medvjeđoj planini (2017.)
- Je li Biblija opasna knjiga, i druge uspomene (2018.)
- Otpalo lišće (2021.), nagrađena Nagradom Višnja Machiedo